# 安特罗纳斯基耶兰科
安特罗纳斯基耶兰科（義大利語：Antrona Schieranco），是意大利韦尔巴诺-库西亚-奥索拉省的一个市镇。总面积99.9平方公里，人口498人，人口密度5.0人/平方公里（2009年）。